# Chruszczewka Szlachecka
Chruszczewka Szlachecka [ˈbut͡ʂɨn ʂlaˈxɛt͡ski] est un village polonais de la gmina de Kosów Lacki dans le powiat de Sokołów et dans la voïvodie de Mazovie, au centre-est de la Pologne.